# Коковин, Алексей Александрович
Алексей Александрович Коковин (род. 5 марта 1970, Челябинск) — советский и российский хоккеист, нападающий. Мастер спорта России. Тренер.

## Биография
Сын хоккеиста и тренера Александра Коковина.
Воспитанник «Строителя» Темиртау (тренер — Борис Киприч) и челябинского «Трактора» (тренер — Николай Бец). В первенстве СССР дебютировал в сезоне 1985/86 первой лиги, проведя за челябинский «Металлург» один матч. Вновь стал выступать за команду с сезона 1987/88, проведя половину следующего сезона в СКА Свердловск. После начала сезона 1991/92 перешёл в «Салават Юлаев», играл также за клубы второй лиги «Авангард» Уфа и «Торос» Нефтекамск. После сезона 1992/93, проведённого в казахстанском «Булате» Темиртау, вернулся в Челябинск и в составе «Трактора» стал бронзовым призёром МХЛ 1993/94. Выступал также за клубы «Таганай» (1993/94), «Рубин» (1994/95), «УралАЗ» Миасс (194/95 — 1997/98), «Носта — Южный Урал» / «Южный Урал» (1998/99 — 2001/02), «Сталь» Аша (2002/03, 2003-04 — 2004/05), «Казахмыс» Караганда (Казахстан, высшая лига России, 2003/04).
Окончил Челябинский государственный институт физической культуры (1995). Детский тренер. Заместитель директора по спортивной подготовке ФОК «Ледовая арена» им. В. А. Третьяка (Щёлково).
Член партии «Единая Россия».
Три сына. Никита Коковин (род. 1990) играл в хоккей низших лигах, детский тренер. Матвей Коковин (род. 2002) также хоккеист.